# Matthew Briggs
Matthew Anthony Briggs (Londra, 9 marzo 1991) è un ex calciatore inglese naturalizzato guyanese, di ruolo difensore.

## Carriera

### Club
Esordisce ufficialmente in Premier League a soli 16 anni durante la partita Middlesbrough-Fulham (3-1) alla 38ª giornata.
All'epoca era il più giovane esordiente nella storia di tale torneo, dalla sua nascita nel 1992; in seguito nel 2018 è stato superato in questa statistica da Harvey Elliott (che al momento dell'esordio militava a sua volta nel Fulham).

### Nazionale
Con la nazionale inglese Under-20 prende parte ai Mondiali di categoria del 2009 disputando solo 2 partite.
Ha esordito nella nazionale Under-21 invece nella partita di qualificazione agli Europei 2013 vinta per 6-0 contro l'Azerbaijan.